# Louis Weisdorf
Louis Weisdorf (født 29. marts 1932 i København, død 9. januar 2021) var en dansk arkitekt og industriel designer. Han er navnlig kendt for sine lampedesign, sit fliselægningsmønster kaldet Fisken samt sit bidrag til arkitekturen i forlystelsesparken Tivoli i København. Hans bedst kendte lamper omfatter Multi-Lite, Turboen og Konkylien. I Tivoli har han især sat sit præg på restaurant Perlen og friluftscenen Plænen (kaldet Perlen/Plænen komplekset).
Louis Weisdorf blev uddannet på Kunstakademiets Arkitektskole i årene 1949-1954. I den tidlige del af sin karriere arbejdede han for de anerkendte danske arkitekter Verner Panton og Poul Henningsen (kendt som PH). Gennem sin 10 år lange ansættelse som tegnestuechef på Tivolis tegnestue arbejdede han også under ledelse af Poul Henningsens søn Simon Henningsen. Mange af Weisdorf senere design er inspireret af disses arkitektoniske principper. Blandt andet bygger hovedparten af Weisdorfs lamper på Poul Henningsens lystekniske principper.
Et særligt kendetegn ved Louis Weisdorf’s lampedesign er, at hver enkelt lampe er opbygget af identiske elementer. Den prisbelønnede  Turbo pendel er et eksempel herpå. Andre af hans lamper inkluderer Ekko og Facet samt Delfinen og Tulipanen, som tidligere produceret af de anerkendte danske belysningsfirmaer Lyfa og Le Klint. Weisdorf’s tidligste lampedesign Konkylie pendlen ses i Tivoli’s have nær Kinesertårnet. 
Louis Weisdorf udviklede i 1974 betonbelægningsstenen Fisken for betonfirmaet KH Beton (senere Unicon Beton). Stenens konkav-konvekse side- og kantforløb skaber en låsevirkning, når stenene lægges i forbandt. Stenen fik navnet Fisken som følge af dens lighed med en rødspætte. Fisken ses i dag i mange villahaver og på offentlige pladser. 
Louis Weisdorf blev selvstændig arkitekt i 1967 med tegnestue på Gammel Strand i København, hvor han blandt andet tegnede det tidligere billetkontor for Havne- og kanalrundfarten. Hans sidste arkitekttegnestue lå i Vinstrup på Sjælland.